# Sankung Jammeh
Alhaji Sankung Jammeh (* in Foni Jarrol) ist ein gambischer Politiker.

## Leben
Jammeh wuchs im Distrikt Foni Jarrol auf. Er besuchte die Kalagi Primary School und von 1974 bis 1978 die Brikama Secondary School, wo er die Secondary School Technical Leaving Certificate Examination absolvierte. Anschließend war er über 35 Jahre lang als Lehrer tätig (u. a. Gambia College, Sanghajorr Basic Cycle School in Foni), bevor er begann, sich politisch zu engagieren. Daneben betätigt er sich auch als Teilzeit-Landwirt.
| Parlamentswahl | Stimmen | Stimmanteil |
| -------------- | ------- | ----------- |
| 2017           | 1.044   | 44,03 %     |

Borrie L. S. B. Kolley, Mitglied der Nationalversammlung, wurde am 10. Oktober 2013 von der Alliance for Patriotic Reorientation and Construction (APRC) ausgeschlossen, die IEC setzte für den 9. Januar 2014 Nachwahlen im Wahlkreis Foni Jarrol in der West Coast Administrative Region an. Die APRC nominierte Jammeh. Da kein weiterer Kandidat nominiert wurde, erlangte er den Sitz in der Nationalversammlung.
Jammeh trat bei der Wahl zum Parlament 2017 als Kandidat der APRC im selben Wahlkreis an. Mit 44,03 % konnte er den Wahlkreis vor Abdoulie Bondi (UDP) und Ousman Baldeh (GDC) für sich gewinnen.
Bei den Parlamentswahlen 2022 erhielt Jammeh 233 Stimmen (6,17 %) im Wahlkreis Foni Jarrol, womit er sich als sechster von sieben Kandidaten platzierte. Das Mandat ging an den parteilosen Kandidaten Kebba Tumanding Sanneh (* 1955), der 1059 Stimmen (28,05 %) für sich gewinnen konnte.